# Municipio Maldonado
Samuel Darío Maldonado es uno de los 29 municipios que forman parte del Estado Táchira en Los Andes de Venezuela. Su capital es la población de La Tendida. Tiene una extensión de 533 km², según estimaciones del INE su población para el año 2007 es de 16.398 habitantes otras poblaciones importantes son los poblados de Bocono y Hernández

## Historia
La fundación del municipio se remonta al 12 de agosto de 1972, cuando la aldea Santa Bárbara, motivada por un anhelo colectivo, conformó una comisión encargada de gestionar su creación. Esta comisión contó con la asesoría del presbítero doctor Luis Gilberto Santander, quien en ese momento se desempeñaba como vicario cooperador de la parroquia San Pablo Apóstol de la ciudad de Coloncito.
El grupo logró establecer contacto con la Asamblea Legislativa y el Gobierno del estado Táchira, alcanzando con éxito el objetivo de constituir formalmente el municipio.

### Toponimia
El municipio debe su nombre al Médico cirujano, antropólogo, escritor, periodista, político y poeta Samuel Darío Maldonado. quien nació en Ureña (Edo. Táchira) el 7 de febrero de 1870 y murió en Caracas el 16 de octubre de 1925

## Geografía

### Límites
- Al norte: con los estados Zulia y Mérida.
- Al sur: con el municipio Simón Rodríguez.
- Al este: con el estado Mérida.
- Al oeste: con el municipio Panamericano.

### Organización parroquial
| Parroquia                        | Superficie | Población   | Densidad       | Capital    |
| -------------------------------- | ---------- | ----------- | -------------- | ---------- |
| 1.) Boconó                       | km²        | hab.        | hab./km²       | Boconó     |
| 2.) Hernández                    | km²        | hab.        | hab./km²       | Hernández  |
| 3.) La Tendida                   | km²        | hab.        | hab./km²       | La Tendida |
| Municipio Samuel Darío Maldonado | 533 km²    | 16.398 hab. | 30,77 hab./km² | La Tendida |

## Política y gobierno

### Alcaldes
| Período     | Alcalde           | Partido político / Alianza | % de votos | Notas |
| ----------- | ----------------- | -------------------------- | ---------- | --- |
| 1989 - 1992 | Pedro Samuel Toro |                            | 42,05      | Primer alcalde bajo elecciones directas                                                                                |
| 1992 - 1995 | Alejandro Prada   |                            | 57,11      | Segundo alcalde bajo elecciones directas                                                                               |
| 1995 - 2000 | Alejandro Prada   |                            | -          | Reelecto(se realizaron elecciones generales adelantadas en el 2000 debido a la aprobación de la Constitución de 1999)  |
| 2000 - 2004 | Alejandro Prada   |                            | 43,64      | Reelecto |
| 2004 - 2008 | Freddy Carrero    |                            | 44,87      | Tercer alcalde bajo elecciones directas                                                                                |
| 2008 - 2013 | José Luis Marcado |                            | 46,43      | Cuarto alcalde bajo elecciones directas (se postergan 1 año las elecciones municipales pautadas para finales del 2012) |
| 2013 - 2017 | Francisco Márquez |                            | 49,92      | Quinto alcalde bajo elecciones directas                                                                                |
| 2017 - 2021 | Belkis Contreras  |                            | 55,08      | Sexto alcalde bajo elecciones directas                                                                                 |
| 2021 - 2025 | Eduardo Negrette  |                            | 69,36      | Séptimo alcalde bajo elecciones directas                                                                               |

### Concejo municipal
Período 1989 - 1992
| Concejales:               | Partido político / Alianza |
| ------------------------- | -------------------------- |
| Luis Amadeo Zerpa         | AD                         |
| Jacinta Guazz de Zacarías | AD                         |
| Ligia Zambrano            | AD                         |
| Alejandro Prada           | COPEI                      |
| Carlos Apolinar           | COPEI                      |
| Marcelo Zambrano          | COPEI                      |
| Silvano Morales Moreno    | MAS                        |

Período 1992 - 1995
| Concejales:       | Partido político / Alianza |
| ----------------- | -------------------------- |
| Edicta Márquez    | COPEI                      |
| Ernesto Zambrano  | COPEI                      |
| Miguel Labrador   | COPEI                      |
| Francisco Márquez | COPEI                      |
| Bernardo Mora     | AD                         |
| Samuel Pérez      | AD                         |
| Zoraida Moreno    | AD                         |

Período 1995 - 2000
| Concejales:       | Partido político / Alianza |
| ----------------- | -------------------------- |
| Maria Escalante   | COPEI                      |
| Miguel Labrador   | COPEI                      |
| José Osorio       | COPEI                      |
| Isabelino Toro    | AD                         |
| Antonio Contreras | AD                         |

Período 2000 - 2005
| Concejales: | Partido político / Alianza |
| ----------- | -------------------------- |
| '           | COPEI                      |
| '           | COPEI                      |
| '           | COPEI                      |
| '           | MVR                        |
| '           | MVR                        |

Período 2005 - 2013
| Concejales:        | Partido político / Alianza |
| ------------------ | -------------------------- |
| Nelson Ruíz        | PODEMOS                    |
| Carlos Moreno      | PODEMOS                    |
| Simon Quintero     | PODEMOS                    |
| Manuel Roa Becerra | PODEMOS                    |
| Lucio Gutierrez    | MVR                        |
| Belkis Contreras   | MVR                        |
| Edicta Marquez     | COPEI                      |

Período 2013 - 2018
| Concejales       | Partido político / Alianza |
| ---------------- | -------------------------- |
| Marlon Guillen   | MUD                        |
| Miríam Pernia    | MUD                        |
| Robinson Beleño  | MUD                        |
| Miguel Contreras | MUD                        |
| Alba Contreras   | MUD                        |
| José Quintero    | MUD                        |
| Alejandro Prada  | MUD                        |

Período 2018 - 2021
| Concejales      | Partido político / Alianza |
| --------------- | -------------------------- |
| Wuildey Gil     | PSUV                       |
| Fidel Romeno    | PSUV                       |
| Gleymary Molina | PSUV                       |
| Andry Márquez   | PSUV                       |
| Alvaro Pérez    | PSUV                       |
| Nubia Chacon    | PSUV                       |
| Alba Contreras  | COPEI                      |

Período 2021 - 2025
| Concejales       | Partido político / Alianza |
| ---------------- | -------------------------- |
| José Mora        | AD                         |
| Gonzalo Labrador | AD                         |
| Coromoto Molina  | AD                         |
| Luis Gutiérrez   | AD                         |
| Danny Pérez      | AD                         |
| Robinson Beleño  | AD                         |
| Sayra Contreras  | PSUV                       |